# Sanção legislativa
Sanção é a etapa do processo legislativo no qual uma norma passa pelo crivo de aprovação por uma autoridade executiva à qual o poder legislativo se vincula. Neste momento uma lei pode, também, sofrer o veto, total ou parcial. Tem natureza jurídica e política.
No sistema presidencialista a sanção configura-se numa "antítese" ao veto, dentro do princípio de independência e harmonia dos poderes, sendo a etapa na qual evita-se possíveis excessos do poder legislativo ou, em casos de um poder legislativo fraco ou submisso, pode se constituir em mecanismo de controle da atividade legislativa por parte do chefe do executivo.
Nas monarquias modernas e no parlamentarismo, a sanção é ato meramente formal, não cabendo ao representante do estado proceder ao veto, como ocorre em Espanha.
A sanção pode ser expressa, quando o chefe do executivo aprova a lei e a promulga, ou tácita - hipótese que, prevista no ordenamento jurídico, a falta de sanção no prazo para isso prevista, se dá de modo automático. Mesmo ocorrendo um veto (total ou parcial), sempre de forma justificada, este pode ser derrogado pelo legislativo, quando então a sanção passará a ser feita por seu líder.